# زلزال آتشيه 2016
ضرب زلزال بقوة 6.5 على مقياس ريختر، مقاطعة آتشيه شمال غرب اندونيسيا، وذلك في الساعة 05:03 فجراً من يوم 7 ديسمبر 2016 بتوقيت غرب اندونيسيا (22:03 من يوم 6 ديسمبر 2016 بالتوقيت العالمي المنسق.
حدد عمق الزلزال بـ 8.2 كيلومتر، حيث صنف كزلزال قوي مدمر. حدد مركز الهزة قرب بلدة رولوت التي تبعد نحو 100 كيلومتر شرق مدينة باندا آتشيه. 92 شخصاً لقوا مصرعهم على الاقل، فيما أصيب 1000 شخص على الاقل بجروح.

## تسلسل الاحداث
ضرب الزلزال على الساعة 05:03 فجراً بالتوقيت المحلي، حيث كان بعض الناس في استعداد لأداء صلاة الفجر، وبعضهم كانوا نياماً. أصاب الهلع مئات المواطنين الذين هربوا من بيوتهم نحو الشوارع، بحسب إفادات لشهود عيان، حيث صرخ الناس وبكوا متذكرين الزلزال الذي وقع في نفس المكان منذ عام 2004، التي ما زالت ذكراها حية في نفوس المواطنين. بعد حدوث الزلازل صعد الناس إلى المباني العالية خوفا من حدوث تسونامي خلال الساعات اللاحقة.

## ردود الفعل

### الدولية
- روسيا:أعرب الرئيس الروسي فلاديمير بوتين عن تعازيه لنظيره الإندونيسي، إثر سقوط عدد من الضحايا جراء الزلزال.[4]